# Millennia: Altered Destinies
Millennia: Altered Destinies (с англ. — «Тысячелетия: Изменённые судьбы») — компьютерная игра, созданная и выпущенная в продажу компанией Take-Two Interactive 31 декабря 1995 года. Игрок принимает роль единственного члена экипажа грузового транспорта, который вдруг оказывается на борту корабля пришельцев. Там он видит инопланетянина, называющего себя Худом (англ. Hood), который даёт игроку задание спасти галактику Эшелон, почти полностью оказавшуюся в руках злобной расы микроидов. По словам Худа, Млечный Путь следующий на пути микроидов, если игрок их не остановит.
Чтобы остановить микроидов игроку необходимо совершить путешествие в прошлое на 10000 лет назад в специально оборудованном корабле под названием XTM. Корабль снабжён всем, что понадобится игроку для выполнения задания. Игрок должен заселить галактику Эшелон четырьмя местными расами и следить за их развитием, чтобы они смогли дать отпор микроидам.
Худ также предупреждает, что это не первый раз, когда они пытались вмешаться в историю галактики Эшелон. Чтобы добиться успеха в задании, игроку придётся противостоять предыдущим попыткам Худов изменить историю.

## Обзор
Игрок получает 4 «морфа». Это существа, созданные Худами для того, чтобы вести 4 расы к «светлому будущему». Морфы могут связываться с кораблём игрока. Без морфов игрок не может изменять развитие расы. Морфы принадлежат к разным расам — рептоиды, ленивоиды, энтомоны, и пайсины. Морфы живут очень долго, могут погибнуть в результате несчастного случая или убийства. Также они знают, что игрок не является богом, так что могут не всегда следовать приказам.
XTM — полностью самообеспеченный корабль, имеющий детальную историческую базу данных на период 10000 лет. Эту базу данных игрок должен использовать как «окно в будущее», так как история меняется из-за решений игрока. Временные периоды разделены на столетия. Каждый раз что-то изменяется, случается «временной шторм» и база данных также изменяется, так как она была написана в будущем. В ранних версиях игры «временной шторм» мог разрушить корабль, если игрок не будет иметь возможности исправить свои же ошибки. XTM имеет мощную энерго-пушку, способную уничтожить целый вражеский флот. Бортовой компьютер АНГУС инициирует чрезвычайный прыжок к нейтральной планете (в том же периоде) если корабль окажется сильно повреждён. АНГУС имеет возможность переводить язык 4-х рас на английский и наоборот. Путешествие по времени и пространстве требует огромных энергетических затрат.

## Изменение истории
Существует 4 основных способа изменить историю:
- Космический бой — при победе игрока история изменяется. Если игрок проиграет, то эту битву можно повторить (причём результат предыдущей как бы никогда и не случался).
- Связь — используя радиоантенну XTM, игрок может связаться с морфом на планете расы и отдавать ему приказы, которые зачастую имеют глобальный эффект на развитие расы (морфы обычно занимают важные посты в правительстве их планеты). В основном, этот способ имеет смысл только во время кризиса.
- Телепортация — на XTM установлен телепортер, которым можно перемещать предметы с корабля в храм планеты и наоборот. Каждый раз, когда раса делает новое изобретение, они приносят его в храм, чтобы свериться с их божеством (игроком), достойны ли они его. Если игрок заберёт технологию телепортером, то она исчезает из их истории. Эту же технологию можно вернуть расе (и только этой расе, за редким исключением) тем же способом (причём необязательно в том же временном периоде). Планетарное защитное поле не препятствует телепортационному лучу. Когда раса достигнет максимального уровня развития (коэффициент интеллекта 300), игрок может телепортировать в храм чертежи одного из испортившихся устройств XTM, чтобы та раса смогла его построить. Всего у игрока 4 таких чертежа, по одному на расу. После того, как все 4 устройства созданы, игрок может вернуться домой.
- Нападение — у XTM есть посадочный модуль, который может быть использован для уничтожения того или иного здания на поверхности планеты лазерами. Это — крайний способ, потому что он может случайно (или умышленно) привести к гибели морфа на планете. Но иногда это необходимо, так как морф отказывается делать что приказывает игрок (например, уничтожить храм жреца который поведёт ужасную религиозную войну). Неизвестно, баг это или нет, но уничтожение любого здания на поверхности планеты в некризисное время приводит к гибели морфа. Одна из рас может изобрести планетарное защитное поле, которое защищает их не только от микроидов и других рас, но и от игрока, так как посадочный модуль не может пробить поле.

## Враги
- Микроиды будут пытаться уничтожить или захватить эти 4 расы. Их флот можно уничтожить, используя вооружение XTM, что даст расе на планете дополнительные 100 лет с каждой победой. Также можно дождаться, пока раса создаст технологию, которая поможет им отбить вторжение (например, планетарное защитное поле, пушки класса вода-космос, или космические лазеры).
- Иногда, игроку приходится уничтожать флот одной из четырёх рас, которая пытается уничтожить другую.
- Худы обычно появляются через несколько столетий после прибытия морфа на планету, чтобы уничтожить расу в их предыдущей попытке изменить историю. Единственный способ их остановить — уничтожить их флот.
- Самый главный противник игрока — игрок, то есть версия игрока которого послали микроиды в аналогичном XTM с задачей уничтожить 4 расы. Как и игрок, это «альтер эго» может появится в любом временном периоде и уничтожить её (например, притвориться игроком и отдать ложные приказы морфу), портя всю работу игрока. Уничтожить его сложно, так как его XTM инициирует прыжок после нескольких попаданий по нему (хотя это обычно восстанавливает всё как было). Но в редких случаях можно успеть уничтожить его до прыжка. Правда, игра после этого немного странно себя ведёт. После очередного попадания по кораблю «альтер эго» проигрывается заставка, где его корабль взрывается, а после неё этот же корабль инициирует прыжок. Тем не менее, после этого события его нападения прекращаются.

## Основные цели
Хотя эти задачи не указаны в игре как таковые, они являются важными шагами к победе.
- По-видимому, ни одна из рас не способна выжить самостоятельно. После каждой помощи игрока в преодолении кризиса, через несколько столетий случается новый кризис, который уничтожает их общество без вмешательства игрока. С каждой расой нужно «нянчиться», чтобы они дожили до своего 10000-летнего дня рождения. Зачастую, эти кризисы имеют политический характер, и игроку приходится выбирать сторону. Если на планете больше чем одна нация, игроку необходимо удерживать нацию с морфом живой. Почти всегда эти проблемы можно решить, связавшись с морфом и дав нужные указания. Политические проблемы иногда требуют от игрока избрать одного из двух или трёх кандидатов, у каждого из которых различные идеи насчёт правительства. Но не все расы одинаково принимают ту или иную политическую систему. Например, пайсинам подходит монархия или демократия, но насекомообразным энтомонам необходима королева для выживания (демократию они просто не понимают).
- Чтобы защититься от микроидов, расе необходимо изобрести технологию для обороны планеты. Это может быть «стандартными» устройствами фантастики, как планетарные защитные поля и космические истребители, или чем-то неординарным, как подводные трубы, стреляющие взрывчатыми кирпичами по орбитальным объектам. Иногда, как назло, микроиды прибывают тогда, когда раса почти изобрела нужную технологию. В этом случае, игрок должен перенестись в это столетие и уничтожить флот, дав расе ещё сто лет на разработки.
- Чтобы уничтожить микроидов раз и навсегда, расам необходимо выйти в космос и колонизировать другие миры галактики Эшелон. Двигатели каждой расы отличаются друг от друга, но та раса, которая первой выйдет в космос, пойдёт войной на микроидов, а также будет угрожать другим расам. В этом случае, игроку придётся драться с флотом той или иной расы, чтобы спасти другую. Межзвёздные войны между двумя расами также возможны в игре.

## Победа
В Millennia есть два способа выиграть. В большинстве случаев, достигнув одного из них, становится невозможно сделать второй.
- Сделать так, чтобы каждая из 4-х рас оккупировала приблизительно четверть галактики Эшелон, создавая равновесие сил. Ясно, что к тому моменту микроидов уже нет.
- Каждая раса должна достичь коэффициент интеллекта 300, чтобы они смогли создать 4 нужных детали для путешествия на Землю.

## Секрет пятого измерения
Когда корабль игрока оказывается в «зелёном тумане» с самим собой, необходимо связаться с ним, и спросить «Can you help me?» («Ты можешь помочь мне?»). В ответ на это «альтер эго» скажет цифру, которую необходимо записать. При следующей встрече в пятом измерении вы поменяетесь местами, и на вопрос «Can you help me?» необходимо ответить ту же цифру.
Когда у вас будут три цифры, при следующей встрече необходимо сказать «I have a code!»(«У меня есть код!»), и затем сказать этот код (желательно перед разговором сохраниться, так как любая ошибка приведёт к тому, что придётся заново собирать три других цифры). После этого нужно зайти в отсек телепортации, просканировать корабль «альтер эго» — там окажется предмет, похожий на телескоп. После того, как вы заберёте его, АНГУС скажет вам о том, что он успешно подключил это устройство, которое оказалось системой вооружения 5. После этого вы больше не встретитесь с «добрым альтер эго».